# 長谷川榮一
長谷川 榮一（はせがわ えいいち、1952年4月21日 - ）は、日本の経産官僚。元内閣広報官・内閣総理大臣補佐官（広報、経済の好循環実現のための中堅・中小企業政策及びロシア経済分野協力担当）、元中小企業庁長官。

## 略歴

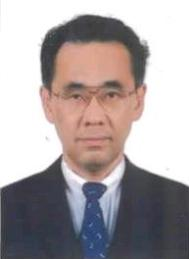
2006年、内閣広報官時の肖像写真

- 1952年（昭和27年） - 千葉県木更津市生まれ[3]。木更津第一小学校、木更津第一中学校、木更津高等学校卒業[3]。
- 1976年（昭和51年）3月 - 東京大学法学部第2類（公法コース[4]）卒業[1]。
- 1976年（昭和51年）4月 - 通商産業省（現・経済産業省）入省[1]。
- 1979年（昭和54年）- 資源エネルギー庁原子力産業課[5]
- 1980年（昭和55年）- 大臣官房総務課
- 1982年（昭和57年）- 米国タフツ大学フレッチャー法律外交大学院留学[5]
- 1983年（昭和58年）- フレッチャー法律外交大学院修士課程修了[1]。貿易局輸入課。
- 1985年（昭和60年）- 機械情報産業局航空機武器課[5]。
- 1987年（昭和62年）- 産業政策局企業行動課。
- 1988年（昭和63年）- 大臣官房総務課
- 1989年（平成元年） - 資源エネルギー庁長官官房総務課[5]。
- 1990年（平成2年） - 通商政策局北米通商企画官[1]。
- 1991年（平成3年） - 日本貿易振興会ニューヨーク・センター産業調査員[1]。
- 1994年（平成6年） - 通商政策局北西アジア課長[1]。
- 1996年（平成8年） - 東京都労働経済局商工振興部長[1]。
- 1998年（平成10年） - 産業政策局産業構造課長[1]。
- 1999年（平成11年） - 通商産業省大臣官房政策評価広報課長[1]。
- 2002年（平成14年） - 大臣官房企画課長[1]。
- 2003年（平成15年）4月 - 経済産業省大臣官房審議官（エネルギー総合需給対策及びエネルギー広報対策担当）[1]。
- 2003年（平成15年）10月 - 経済産業省大臣官房審議官（通商政策局担当）[1]。
- 2006年（平成18年）7月 - 防衛庁防衛参事官（総合取得改革担当）[1]。
- 2006年（平成18年）9月 - 内閣広報官[1]。
- 2007年（平成19年） - 経済産業研究所上席研究員（2008年07月10日まで[6]）[1]。
- 2008年（平成20年） - 中小企業庁長官[1]。
- 2010年（平成22年）7月 - 退官[1]。
  - 10月12日 - テー・オー・ダブリュー顧問就任[1]。
  - 10月12日 - ボストンコンサルティンググループ・シニアアドバイザー就任[7]。
- 2011年（平成23年）4月 - 明治大学経営学部客員教授就任[8]。
  - 4月 - 東京大学公共政策大学院教授就任[8]。
- 2012年（平成24年） - 第2次安倍内閣総理大臣補佐官（政策企画担当）[2]。
- 2013年（平成25年）7月23日 - 内閣広報官兼任。
- 2019年（令和元年） - 第4次安倍第2次内閣総理大臣補佐官（広報、経済の好循環実現のための中堅・中小企業政策及びロシア経済分野協力担当）
- 2020年 (令和2年) 9月16日 内閣広報官、内閣総理大臣補佐官退任
- 2021年（令和3年）1月1日 ブラックストーン・グループ・ジャパン株式会社 シニア・アドバイザー[9][10]

## 著書
- 『石油をめぐる国々の角逐』 ミネルヴァ書房、2009年2月
- 『首相官邸の2800日』 新潮新書、2022年3月

## 同期
- 岡田克也（衆議院議員、民主党代表、民主党幹事長、副総理、外務大臣）
- 高橋はるみ（北海道知事、参議院議員）
- 伊藤隆一（新エネルギー・産業技術総合開発機構理事、新エネルギー財団副会長）
- 岡田秀一（経済産業審議官）
- 伊沢正（駐ウクライナ大使）
- 細野哲弘（資源エネルギー庁長官）
- 寺坂信昭（原子力安全・保安院長）
- 加藤文彦（13年駐ウズベキスタン大使）